# 集美大道站
集美大道站（廈門話：/t͡sip̚˨˩ bi˥˥ tua˨˩ tɤ˧˧/）位于中华人民共和国福建省厦门市集美区集美大道与珩山路交叉口地下，是厦门轨道交通1号线的地铁车站，车站于2017年12月31日投入使用。

## 车站结构
集美大道站位于珩山路，站位东北至西南走向，主体结构为双柱三跨地下二层车站，地下一层为站厅层，地下二层为站台层，岛式站台。
| 地面层   | 出入口                               | 出入口                        |
| 地下一层 | 站厅                                 | 票务服务、自动售票机          |
| 地下二层 | 北行                                 | 1 往岩内方向 （天水路）       |
| 地下二层 | 岛式站台，列车运行方向左侧的车门开启 |                               |
| 地下二层 | 南行                                 | 1 往镇海路方向 （集美软件园） |